# Cytaea piscula
Cytaea piscula är en spindelart som först beskrevs av Koch L. 1867.  Cytaea piscula ingår i släktet Cytaea och familjen hoppspindlar. Inga underarter finns listade i Catalogue of Life.